# Camões (cratera)
Camões é uma cratera de impacto em Mercúrio, que possui aproximadamente setenta quilómetros de diâmetro. Seu nome foi adotado pela União Astronómica Internacional em 1976, em homenagem ao poeta português Luís de Camões, que viveu entre 1524 e 1580.